# هنري هاس
هنري هاس (بالإنجليزية: Henry Hasse)‏ (1913 - 1977)؛ روائي أمريكي.